# Сиджизмондо Пандолфо Малатеста
Вижте пояснителната страница за други личности с името Сиджизмондо Малатеста.
Сиджизмòндо Пандòлфо Малатèста, нар. Вълкът от Римини (на италиански: Sigismondo Pandolfo Malatesta, il lupo di Rimini; * 19 юни 1417, Бреша; † 7 октомври 1468, Римини, Папска държава) от рода Малатеста, е италиански кондотиер, господар на Римини и на Фано (1432 – 1468).
Той е голям меценат на изкуствата, довеждайки в Римини – столицата на своята държава, значителна група художници и писатели сред най-авторитетните на полуострова. Винаги нуждаещ се от средства, за да финансира грандиозните си проекти, той понякога е безскрупулен по време на война, дори е готов да смени страната в полза на онзи, от който има най-голяма изгода. В дългосрочен план това му печели за врагове някои от големите личности на времето, които постепенно го изолират и се опитват по всякакъв начин да го огънат.
Към това е добавено изтощителното и почти постоянно състояние на война с неговия съсед и съперник Федерико да Монтефелтро, който от Урбино управлява желания град Пезаро, с който Малатеста може да обедини своите територии Романя и Марке. Въпреки многобройните опити за завладяване на близкия град този проект така и не се осъществява. В крайна сметка, изключен от мира от Лоди (9 април 1454) и отлъчен от папа Пий II, той е маргинализиран и атакуван от много страни, губейки голяма част от териториите си и завършвайки последните си дни сред незавършени проекти. Езра Паунд го нарича „най-големият губещ в историята".

## Произход
Той е извънбрачен син на Пандолфо III Малатеста (* 1369, † 1427), господар на Фано, и на метресата му Антония да Бариняно (* 1399, † 1471), благородничка от ломбардски произход. Има двама братя:
- Галеото Роберто (* 1411, † 1432), кондотиер, съпруг на Маргерита д'Есте, дъщеря на Николо III д’Есте
- Доменико или Малатеста Новело (* 1418, † 1465), господар на Чезена ( 1429 – 1456), съпруг на Виоланта да Монтефелтро, дъщеря на Гуидантонио да Монтефелтро

## Биография

### Начални години
Със смъртта на баща си през 1427 г. чичо му Карло, който е дошъл на власт без деца, работи, за да гарантира, че папа Мартин V ще легитимира тримата извънбрачни синове на Пандолфо, така че да имат достъп до властта, което се увенчава с успех. След смъртта на Карло през 1429 г., по-големият полубрат на Сиджизмондо, Галеото Роберто, става господар на Римини, но през 1432 г. умира едва на 20 г.

### Начални години на управление
След смъртта на Галеото Робето Малатеста през 1432 г. властта премина в ръцете на двамата му братя – 15-годишния Сиджизмондо Пандолфо и 14-годишния Доменико Новело. Поради своята незряла възраст двамата уреждат разделянето на областите на съответните си компетенции в нещо като управленчески консорциум с поредица от споразумения (1433, 1437, 1442 и 1451 г.), чиято честота е индикация за повтарящия се раздор помежду им. По-специално на Сиджизмондо Пандолфо са предоставени всички земи на юг от река Марекия, включително Римини, Сантарканджело, Скортиката (днешна Ториана), Фано и провостурата на Сант'Агата Фелтрия, докато на Доменико са предоставени Чезена, Бертиноро, Мелдола, Сарсина, Ронкофредо и Пиеве ди Сестино.

### Рицар и капитан на Църквата
През 1433 г. император Сигизмунд Люксембургски минава през Римини и по този повод посвещава Сиджизмондо Пандолфо в рицар. Две години по-късно, на 18 март 1435 г., папа Евгений IV го назначава за шест месеца начело на 200 копия на Църквата, с ролята на генерален капитан.

### Между Сфорца и Висконти
Заедно с брат си Доменико Сиджизмондо Пандолфо първо осигурява съюза с роднините си от Пезаро, подновявайки мирните клаузи с далечния си чичо Карло II Малатеста, а след това се намесва в споровете между Милано и Рим, по-специално между Филипо Мария Висконти и знаменосеца на Църквата Франческо Сфорца. Романя всъщност е на линията на враждебните действия между двете фракции. Франческо атакува Орделафи във Форли срещу кондотиера на Висконти Франческо Пичинино, щурмувайки града на 14 юли 1436 г. и прогонвайки Антонио Орделафи. Междувременно Сиджизмондо помага на Сфорца с войски и поставя гарнизон в Болоня за папата. 
Успешният резултат от военните действия кара Сиджизмондо да изпъкне сред наемническите компании и на 3 април 1437 г. той е нает от Венецианската република срещу миланците. Въпреки това в битката при Калчинара сул'Ольо на 22 юли 1437 г. неговият противник Николо Пичинино надделява и след като договорът с Венеция изтича на 12 януари 1438 г., Сиджизмондо се завръща за кратко в Римини, преди да се посвети на други военни операции.
Идването на Франческо I Сфорца в Анконската марка развълнува градовете и местните власти, но Сиджизмондо, страхувайки се за своята държава, скоро подновява съюза със Сфорца и за около пет години е верен на съюза Венеция - Флоренция - Сфорца. През тези години Романя не претърпява големи политическо-военни промени и опитът на Малатеста да превземе Форли и Форлимпополи води до примирие с родовете Да Полента, Манфреди и Орделафи. Франческо Сфорца напуска областта, за да се отправи към Ломбардия, за да заплаши териториите на Висконти и следователно общия баланс. В този контекст Филипо Мария Висконти създава умела диверсия, като изпраща Николо Пичинино с 6000 конници в Романя, за да подразни съюзниците на Сфорца, сред които и Сиджизмондо на фронтовата линия, които в същото време също са атакувани от юг от Гуидантонио да Монтефелтро. Временната капитулация на братята Сиджизмондо и Доменико спасява ситуацията и през март Сиджизмондо се опитва да преобърне съюзите в Полента (Бертиноро), като предлага услугите си на Пичинино. Той и брат му са наети за кондотиери, въпреки че не са призовани да се бият с бившите съюзници, а постигат мир с Урбино, управляван от Федерико да Монтефелтро.

### Срещу Федерико да Монефелтро
Мирът с Да Монтефелтро е ефимерен и още през 1441 г. е нарушен поради началото на конфликта около Пезаро, управляван от бездарния Галеацо Малатеста. За Сиджизмондо Пезаро е стратегическо място, което би позволило териториите на Римини да бъдат обединени с тези в Марке. Заплашен от своя роднина, Галеацо, колкото и да се колебае, не може да направи нищо, освен да поиска помощта на чичо си Федерико да Монтефелтро. Избягвайки пряка конфронтация, Сиджизмондо вместо това подкрепя изгнаника Алберико Бранкалеони в нахлуването в Монтефелтро, който завладява няколко замъка и принуждава Федерико да се върне набързо в своите територии, за да организира отбраната.
Следващият ход на Сиджизмондо е още по-дързък – директна атака срещу владетеля на Монтефелтро, който през септември 1441 г. попада в засада в граничната зона близо до Монтелоко и е ранен. Въпреки това Федерико успява да спре целите на противника си, като се съюзява със Сан Марино и извършва нападения в района на Римини през цялата есен, до кулминацията на възстановяването на крепостта на Сан Лео – историческият символ на отбраната на териториите на Монтефелтро, завладени от Малатеста. В този момент Сиджизмондо избягва по-нататъшни репресии, приемайки, както би станало обичайно, посредничеството на приятелска сила, в този случай Алесандро Сфорца, брат на Франческо, който на 20 ноември постига примирие с уговорката за мир, който предвижда реституцията на всички завоювани територии.

### Мир с Милано и първите военни действия с Неапол
Междувременно мирът от Кремона от 20 ноември 1441 г. умиротворява Венеция с Милано, сключвайки примирие със Сфорца чрез брака между Франческо I Сфорца и Бианка Мария Висконти, извънбрачна дъщеря на Филипо Мария Висконти. Това позволява на Сфорца да се върне в Марке, за да консолидира своите завоевания, които папа Евгений IV отказва да признае.
Папата, Неапол и Милано обединяват сили срещу него с Николо Пичинино и Федерико да Монтефелтро, докато Сиджизмондо застава на страната на стария си съюзник. Докато Франческо Сфорца се бие в Марке срещу папата, Алфонсо V Арагонски заплашва владенията му в Южна Италия, нетърпелив да получи инвеститурата на крал на Неапол от папата. В този контекст Сиджизмондо се поколебава, прогресивно намалявайки подкрепата си за Сфорца, който губи позиции, докато Франческо от Фано не му предлага значителни финансови вноски. Докато папските и неаполитанските армии подлагат местното население на грабежи, обсади, унищожаване на посеви и добитък, пристига помощ от Флоренция и Венеция, които убеждават Филипо Мария Висконти да убеди Алфонсо V Арагонски да изтегли войските. През септември Висконти и Сфорца сключват мир, влизайки в съюз с Венеция и Флоренция, който също включва държавите на Сиджизмондо.
Позицията на папата, чиито капитани са Николо Пичинино, Федерико да Монтефелтро и Новело Малатеста, остава двусмислена. Сиджизмондо Пандолфо се изправя срещу тях в тежката битка при Монтелуро (8 ноември 1443 г.) побеждавайки противниците си, включително брат си, който се оттегля на юг. След това Сфорца започва повторното завоюване на своите територии и Сиджизмондо подновява намерението си да превземе Пезаро, докато Федерико да Монтефелтро, който не е участвал в Монтелуро, незабавно разгръща войски в защита на града, гарантирайки патова ситуация.

### Скъсване с Франческо Сфорца
През 1444 г. Сиджизмондо Малатеста съобщава за важното завладяване на Сенигалия, но липсата на помощ от неговия съюзник Франческо Сфорца в битката при Монтолмо (19 август 1444 г.) води до окончателния разрив между двамата: Франческо отхвърля Сиджизмондо грубо и вместо това започва да разчита на помощта на неговия омразен съперник Федерико да Монтефелтро. Враждебността нараства между двата исторически съперника, състояща се от взаимни репресии, които водят до завладяването на маргинални територии с малка стратегическа стойност, като замъците на Фронтоне, Кастелделчи, Сенатело и Фаджола за Сиджизмондо. В края на 1344 г. Федерико провежда тайни преговори с враговете на Сиджизмондо, като Франческо Сфорца и Галеацо Малатеста, което води до отстъпването на Пезаро на Франческо и на Фосомброне на Федерико, за общо 20 000 флорина. На 8 декември 1444 г. Алесандро Сфорца се жени за племенницата на Галеацо Мария Костанца да Варано и получава Пезаро от брат си Франческо (15 януари 1445 г.).
Сиджизмондо реагира на тези ходове проницателно, предлагайки услугите си на Алфонсо V Арагонски и изпращайки посланици до папата, Филипо Мария Висконти и Леонело д’Есте, за да осигурят подкрепа в следващите ходове. През юни някои неаполитански кораби пристигат на брега на Марке, атакувайки Сфорца от Пезаро, докато са преследвани от сушата от Сиджизмондо и миланските войски. Отначало Сиджизмондо, нападнат в сърцето на своите територии в Марке, губи Канделара, страда от разграбването на Пергола и опустошението в територията на Фано. След нова атака срещу Монтефелтро, Сиджизмондо, водейки войските на Милано, Неапол и Църквата, се втурва към Марке, извършвайки общо нападение, което след подчинение на Рока Контрада и Фермо му гарантира контрол над целия регион. Когато Карло Фортебрачи и Доменико Малатеста Новело атакуват Урбино от негово име, е постигнато примирие. През есента на 1446 г. войските на Сфорца и Монтефелтро се опитват да контраатакуват, насочвайки се неуспешно към крепостта на Градара.

### От единия фронт на другия
1446 г. води до усложнение във военно-политическата рамка, като Милано е атакуван от венецианците и Сфорца под ръководството на Микелото Атендоло. Висконти поисква помощ от своя съюзник Сиджизмондо, който тръгва с войските си към Ломбардия, но е победен близо до Казалмаджоре. По този начин Висконти се оказва принуден да се споразумее със зет си Франческо I Сфорца, принуждавайки цялостно преработване на рамката на съюза. Така Сиджизмондо трябва да се споразумее с враговете си Сфорца и Монтефелтро, като сключи примирие, което включва връщането на всички завладени земи, включително крепостта на Сенигалия. Папа Николай V гарантира, че Алесандро Сфорца (Пезаро), Федерико да Монтефелтро (Урбино) и Малатеста Новело (Чезена) също са включени в примирието от 1447 г. Въпреки усилията обаче напрежението между Сиджизмондо Пандолфо и Федерико да Монтефелтро остава високо, отново поради въпроса за Пезаро, от който Малатеста няма намерение да се отказва.
През 1447 г. по същество има два фронта, изправени един срещу друг в Италия: Милано, арагонските владетели на Неапол и папата, срещу Венеция, Флоренция и Анжуйците, които се стремят да си върнат Неапол. Двете страни се възползват от поведението на най-известните капитани на времето, включително Малатеста и Федерико да Монтефелтро, които почти винаги са на противоположните страни. Сиджизмондо Пандолфо, с вече неоспоримата си слава, е ту на единия фронт, ту на другия, въз основа на това кой предложи най-доброто обезщетение, с безскрупулен прагматизъм, който скоро привлича обвинения в нелоялност, които освен всичко друго не винаги са неоснователни, както показва и най-новата историография. В действителност поведението му, което не е образцово, не се дължи на неговия характер, а на факта, че трябва да мисли за собствената си държава, непрекъснато воюваща с тази на семейство Да Монтефелтро.

### Скъсване с Неапол
На 21 април 1447 г. Сиджизмондо е нает от Алфонсо V Арагонски за 32 000 дуката, но непрецизните договорни условия го оставят недоволен до такава степен, че той се предлага на другия фронт, на венецианците, и едва след безрезултатните преговори се обръща към Арагонците. Заплащането за кондотиерството му всъщност е проблематично и Сиджизмондо в крайна сметка събира само 25 000 дуката за услугите си, считани за недостатъчни, за да осигурят заплатите на наетите въоръжени мъже. С това, което получава, той се опитва безуспешно да превземе Фосомброне от Монтефелтро и, независимо от Алфонсо, който му нарежда да се присъедини към него в Тоскана, Сиджизмондо се опитва по всякакъв начин вместо това да влезе в служба на своите венецианско-флорентински съперници.
Нуждаейки се от помощ, флорентинците най-накрая разчупват недоверието и на 10 декември 1447 г. наемат Малатеста заедно с милициите на Федерико да Монтефелтро. Войната се води бързо, гарантирайки победата на Пиомбино на 15 юли 1448 г., благодарение на уменията на Сиджизмондо. Ако този успех е важна част от неговото професионално (и следователно икономическо) състояние, му печели Алфонсо V Арагонски за враг, негодуващ от поведението на бившия си съюзник, което компрометира успеха му. Но този проблем не тревожи Малатеста в този момент, който получава триумфа във Флоренция и е провъзгласен от хуманиста и поета Базинио да Парма в „Хесперис“, за спасител на Тоскана.

### Апогей
Сиджизмондо Малатеста се радва на успеха си в следните много печеливши задачи за Венеция (26 ноември 1449 г., потвърдени на 5 януари 1450 г.), когато е назначен за генерален капитан на венецианските милиции и събира армия от 2000 конници и 500 пехотинци с лична месечна заплата от 600 дуката. За разлика от флорентинците и миланците венецианците изглежда да плащат навреме. През 1453 г., при подновяването на договора с Милано и Флоренция, Малатеста все още има половината от компенсацията от предходната година (32 000 дуката), но въпреки това втората тосканска война също е голям успех, улеснена от епидемия в арагонската армия, която също временно засяга нейния капитан Федерико да Монтефелтро, позволявайки превземането на Вада.
През тези години Сиджизмондо също успява да укрепи собствената си държава, с папската отстъпка на Монтемарчано и Касиано и завладяването на Пергола, Монтероло, Сенигалия и викариата на Мондавио. Ако Пезаро остане чужд, държавата на Малатеста би могла да разчита на огромни области от своята природа, на Градара и на важни позиции в Монтефелтро. Подобрени са отбранителните укрепления в Сенигалия, Фано и околностите, като Верукио, Монтескудо, Пенабили, Сантарканджело, Соляно и Градара, както и изграждането на замъка Сиджизмондо в Римини. Вътрешните пътища са подобрени по маршрутите, които свързват Адриатическо море с Тоскана, Умбрия и Северна Италия. Връзките между селската икономика и търговско-градската икономика се регулират, като се върви към частична либерализация на занаятчийските корпоративни обединения.

### Признаци на колебание
Установяването на Сиджизмондо в Марке в крайна сметка прави папата подозрителен, притеснен от твърде голямата власт, която той печели, така че подкрепата, показана дотогава от Каликст III, например в практиките по узаконяване на неговите синове Роберто, Малатеста и Валерио Галеото, липсва, докато борбите с Херцогство Урбино се влошават и също италианските владетели, поддръжници на политиката на баланс, започват да не вярват на Малатеста.

### Мирът от Лоди и събитията в Сиена
Истински провал настъпва по време на преговорите за Мира от Лоди (9 април 1454 г.), който на практика постановява края на войните в Италия и изтъква големите сили, които разделят Италия помежду си. Малатеста всъщност е изключен поради настояването на Алфонсо V Арагонски, който се обявява извън каквото и да е споразумение, ако в него участва кондотиерът, към когото се хвали с няколко изключителни и очевидни заслуги.
Сиджизмондо Пандолфо остава изолиран, с уронен престиж на военен и държавник и с последващия срив на финансовите приходи, свързани с принудителни заеми. Тази трудна ситуация се влошава от неприятна ситуация с Комуна Сиена, която го наема на 7 октомври 1454 г., за да разреши една на пръв поглед лесна ситуация, като се насочи срещу бунтовническия граф на Питиляно Алдобрандино Орсини. Малатеста се проваля в мисията си, провеждайки кратка и злополучна кампания, която кара сиенците да го заподозрат в предателство (изглежда погрешно). В допълнение към това, че не му е платено, както е уговорено, лагерът му трябва да претърпи позора от грабежите от сиенските милиции.

### Стари и нови врагове
През 1455-1456 г. отношенията със стария му враг Федерико да Монтефелтро се колебаят между мир и война, между пламенни дипломатически преговори. През 1457 г. двамата съперници се срещат в присъствието на Борсо д’Есте и Доменико Малатеста Новело, за да се опитат да разрешат дългогодишните спорове, но още през октомври същата година Монтефелтро и Якопо Пичинино нахлуват във викариата на Фано от името на краля на Арагон, който възнамерява по този начин да се компенсира за кредита от 40 000 алфонсини, който е дал на Малатеста и който му е необходим за войните срещу Анжуйците.
Последният поисква помощта на старите си съюзници Венеция, Флоренция и Милано, но преди всичко папа Каликст III предприема действия, като изпраща кардинал Енеа Силвио Пиколомини да преговаря мир, след като Малатеста плати на Алфонсо V Арагонски дължимото. Началото на преговорите съвпада със смъртта на Алфонсо V (27 юни 1458 г.) и малко след това на папа Каликст (6 август), което кара Малатеста да повярва, че вече е свободен от дългове. Но новият крал на Неапол Фердинанд I, син на Алфонсо V, и преди всичко новият папа Пий II (който е кардинал Пиколомини) се оказват по-агресивни от всякога срещу Сиджизмондо.
През 1459 г. Сиджизмондо Пандолфо си връща замъците в долината на Чезано, но на 6 август, по време на Мантуанския конгрес, папата го принуждава да ги върне, като издава арбитражно решение: Малатеста трябва да се задължи да изплати дълга на 40 000 алфонсина на краля на Неапол и като гаранция за пълно изплащане трябва да даде териториите на Сенигалия, викариата на Мондавио, Пергола и Монтемарчано като депозит на Светия престол, както и да обещае да не вдига отново оръжие за десет години. От друга страна, Малатеста като компесанция ще си върне узурпираните замъци от Федерико да Монтефелтро, връщайки ситуацията до състоянието, в което е била преди военните действия.
Малатеста е притиснат в ъгъла подобно на Якопо Пичинино – капитанът на неаполитанските милиции в Марке. В крайна сметка наградата не удовлетворява всички, включително Федерико да Монтефелтро, който очаква по-добри териториални отстъпки, но папата е твърд в искането да се спазва установеното. Само Малатеста обаче се разбунтува, поради редица факти, които го карат да се чувства не само потиснат, но и подиграван. През октомври 1959 г. той предава териториите, поискани като депозит на папата Отавиано Понтано, но изпада в ярост, когато Пичинино не му връща нито един замък; настроението му се влошава, когато земите, определени за Църквата, не остават в ръцете на папата, а незабавно са отстъпени на Монтефелтро.
Веднага след като получава 3000 дуката от Анкона, за да води война срещу Йези, която след това отказва да води, като я делегира на сина си Роберто, Сиджизмондо окупира Монтемарчано, викариата на Мондавио и, заедно с Пичинино и Джовани Антонио Орсини дел Балцо той се премества на Анжуйския фронт срещу арагонския крал на Неапол.

### Сблъсък с Пий II
Разбунтувайки се срещу папата, Малатеста скоро се оказва в ситуация на пълна дипломатическа изолация. През 1460 - 1462 г. ситуацията бързо се влошава, когато Пий II го отзовава три пъти след многократно неподчинение: без да получи никакви признаци на покаяние, папата го отлъчва от Църквата на Коледа 1460 г., освобождава поданиците му от клетвата за лоялност и завежда процес срещу да го „оклевети" (1461), което завършва с изгарянето на чучелото му в Рим (1462). Това също води до намаляване на статута на викарий на териториите на Светия престол.
Пий II, сиенец по произход и следователно враждебен към Малатеста от времето на лошото му поведение с родния му град, формира истинска лига срещу него заедно с Краля на Неапол, Херцога на Милано и Федерико да Монтефелтро, с цел да го доведе до пълна разруха. Водени от кондотиерите Лудовико Малвеци от Болоня и Пиер Паоло Нардини, папските войски с 3000 коннници и 2000 пехотинци нахлуват в земите на Малатеста в Марке, превземат долината на река Чезано и лагеруват на ръба на викариата на Мондавио, в равнината под замъка на Нидасторе. Контраофанзивата на Малатеста не закъснява и на 2 юли 1461 г. в битката при Кастелеоне ди Суаза той постига изключителна победа срещу папската армия, водена от Наполеоне Орсини и три пъти по-силна. На следващата година той успява да окупира Сенигалия, но пристигането на контингентите на Федерико да Монтефелтро го кара да се оттегли във Фано, втората столица на неговата държава. Преследван, той е достигнат и победен в битката при Чезано (1462) близо до Пиан дела Марота, на брега на река Чезано. Войските му са разбити и той успява да се спаси с няколко доверени свои лица и да намери убежище по море, напразно търсейки своите анжуйски съюзници. Синът му Роберто едва успява да влезе в крепостта Мондолфо.
В този момент Пий II овладява ситуацията и решава да продължи да неутрализира врага, като поверява продължаването на военните операции на Федерико да Монтефелтро и на кардинал легата Николо Фортеджери (май 1463 г.). Те си връщат Сенигалия, викариата на Мондавио, а също и Фано, обсаден по море от Фортеджери (25 септември 1463 г.). В този момент венецианците започват серия от натиск върху папата да разхлаби строгата си хватка върху Малатеста, който се възползва от възможността да поиска прошка и я получава. В този момент му остават само Римини и малка околна територия, все още в качеството си на папски викарий.

### Война с Мореа
Изолиран, обеднял и подкопан в личния си престиж, на Сиджизмондоне му остава нищо друго, освен да търси нови начини за себе си и сина си, за да се префинансират, опитвайки се да възстанови отношенията с другите по-мощни италиански държави. Само Милано и Венеция проявяват разбиране. По-специално венецианците го наемат между 1464 и 1466 г. да се бие с турците в Мореа – мисия, която много владетели на Италия и отвъд Алпите са отказали поради нейната суровост и опасност.
Заминавайки за Гърция, Сиджизмондо, след като получава гаранция за защита на държавата и семейството си от венецианците, започва военни действия, които не му донасят нито успех, нито печалба. През 1465 г. той се разболява и в Италия се разпространява слухът, че е починал, предизвиквайки поредица от събития, които предвещават какво ще се случи при смъртта му. Венецианците, с официалното намерение да защитят съпругата му Изолда и сина му Салустио, изпращат гарнизон, който може би вместо това има за истинска цел да ги изгони. Изолда, която би искала да направи сина си господар, получава малка подкрепа сред онези, които искат нейният първороден син Роберт да дойде на власт, онези, които искат градът да се върне на Църквата, както е посочено в условията на мира от 1463 г., и онези, които искат да влязат под закрилата на велика сила като Милано или Флоренция. Самият папа застава нащрек и подготвя армия, която при необходимост да окупира Римини. Но Малатеста е все още жив и след като се възстановява, разтревожен от тъмните сенки, които сега се простират над малката му държава, той получава, след дълги колебания от венецианците, освобождение от Морейската война.

### Последни години
След като се завръща в Италия, след като урежда нещата в полза на жена си Изота и сина им Салустио при смъртта му (23 април 1466 г.), той отива в Рим, за да получи от новия папа Павел II награда за войната срещу турците и някои отстъпки. В действителност папата прави всичко, за да го задържи възможно най-дълго, докато той тайно премества армията си, за да окупира Римини. Планът се оказва неуспешен от самото начало и когато Сиджизмондо осъзнава ситуацията, той е толкова ядосан, че успява да получи награда от 1500 дуката.
След като сключва мир с папата, през пролетта на 1468 г. той се връща на служба на Църквата в кампания срещу Норча. Тук той се разболява, което води до смъртта му няколко месеца по-късно. На 16 август 1468 г. той прави нови завещателни разпоредби относно активите си в Далмация, придобити по време на кампанията срещу турците, и на 9 октомври същата година умира в Римини, оставяйки всичките си планове незавършени.
Тялото му е погребано в храма Малатеста в Римини – амбициозен незавършен проект, който добре обобщава контраста между неговите стремежи и злощастната му съдба.
Сиджизмондо определя като наследник съпругата си Изота дели Ати и сина им Салустио. Неговият извънбрачен син (или племенник) Роберто, който е легитимиран от папа Николай V, взима властта чрез интриги и поръчва убийството на синовете на Изота.

## Меценатство
Сиджизмондо Пандолфо Малатеста освен това е поет и покровител на изкуствата. Приживе славата му е свързана преди всичко с дейността му като кондотиер и капитан, въпреки че е господар на малка и като цяло маргинална държава и постепенно предопределена да изчезне. Неговата известност, свързана с популяризирането на артистични и културни инициативи, често много амбициозни и скъпи, е много по-трайна и нараства през вековете, като всичко има за цел да издигне личния му образ и този на династията Малатеста, почти до степен да го превърне в истинска религия. Именно конфликтите с папството го карат да насърчи развитието на особена смесица между езическия класически свят, християнската култура и личното поклонение, обогатено с рицарски и придворни внушения. Следователно той не е обикновен финансист на произведения, а е активен елемент в творческите процеси, въплъщавайки същите идеали, които има намерение да насърчава: човек на войната и на културата, рицар и абсолютен суверен.
Неговата стратегия за самопредставяне разчита на изсичането на медали, които след това са дарявани като скъп спомен като рисуван портрет. Разчитайки на най-добрите налични художници, като Пизанело и, след напускането на последния, на Матео де Пасти, той съживява имперското внушение на древните монети, поверявайки своето собствено изображение (и това на съпругата му Изота дели Ати) на безсмъртно прославяне.
От 30-те години на миналия век той призовава в двора си едни от най-квалифицираните и авангардни художници и архитекти на италианската сцена, като им поверява по същество два големи проекта с донякъде противоположен характер. Единият е укреплението Кастел Сизмондо – укрепената семейна резиденция, за която той също се възползва от съветите на Филипо Брунелески. Другият е реконструкцията на древната църква „Сан Франческо“, която по-късно става Храм „Малатеста“, с по-ярко културна операция, кондензираща философски и теологични ценности, в която езическата слава и християнските примери се възраждат, като оброчна и гробна работа, за себе си и неговата династия. На тази строителна площадка, която постепенно се разширява, за да включи цялата сграда, творят известни имена като Леон Батиста Алберти, Пиеро дела Франческа, Агостино ди Дучо, Матео де Пасти, както и местни художници като Матео Нути и Кристофоро Фоски. Особената смесица между древно и модерно се долавя точно от декорацията на параклисите, свързани с езическите божества, музите, либералните изкуства, сибилите, пророците и църковните отци, представляващи нещо като история на божественото и човешки операции, разпръснати с множество препратки към личната история на Малатеста, на неговата династия и на Изота.
В литературната област, от една страна, военните знания, обогатени с практически опит, водят до възраждане на военните трактати в синтетичните произведения на Роберто Валтурио. От друга страна Флорентинският неоплатонизъм намира особен уклон тук в творчеството на писатели като Базинио да Парма, Тобия Борги, Гуарино да Верона и Джусто де Конти.

## Брак и потомство
Сиджизмондо Пандолфо провежда внимателна брачна политика, за да си осигури изгодни съюзи. Жени се три пъти:
1. ∞ 1434 за Джиневра д'Есте (* 1419, † 1440), дъщеря на Николо III д’Есте, маркграф на Ферара, Модена и Реджо, и на втората му съпруга Паризина Малатеста, от която има един син:
- Галеото Роберто Новело (* 29 септември 1437, † 18 ноември 1438)

2. ∞ 25 октомври 1441 за Полисена Сфорца (* 1428, Фермо; † 1449, Римини), извънбрачна дъщеря на Франческо I Сфорца, херцог на Милано, и метресата му Джована д'Акуапенденте, от която има един син и една дъщеря:
- Галеото (* 17 януари 1443, † като малък)
- Джована (* 1443, † 2 ноември 1511), ∞ 1461 за Джулио Чезаре да Варано (* 1434, Камерино; † 9 октомври 1502, Пергола), господар на Камерино и голям меценат, от когото има двама сина и една дъщеря

3. ∞ 1456 за Изота дели Ати (* ок. 1432, Римини; † 9 юли 1474), с която има връзка от 1446 г. (3 г. преди смъртта на съпругата си) и от която има един син и две дъщери, родени преди брака:
- Джовани († 22 май 1447 като малък)
- Маргерита, ∞ февруари 1455 за Карло Фортебрачи, син на кондотиера Брачо Фортебрачи – граф на Монтоне
- Антония (* 1451, Римини; † 25 декември 1483, Луцара, обезглавена), ∞ 11 януари 1481 за Родолфо Гонзага (* 18 април 1452, Мантуа; † 6 юли 1495, Форново), господар на Кастильоне, Кастел Гофредо, Солферино, Луцара и Повильо, от когото няма деца.

Има няколко извънбрачни деца:
От Ванета Тоски от Фано (* 1419, Фано; † 30 юни 1475, Мелдола) има един или двама сина:
- Роберто Великолепни (* 1440, Рим или 1442 Фано; † септември 1482, Рим), узаконен 31 август 1450, господар на Римини (1468 – 1482) и кондотиер; ∞ 25 юни 1475 за Елизабета, дъщеря на Федерико да Монтефелтро, херцог на Урбино, от която няма деца. Има шест извънбрачни деца, сред които Пандолфо IV, господар на Римини
- Салустио (* 1450; † 8 август 1470, Римини), узаконен 31 август 1450, военен, наследник на баща си, убит по нареждане на брат си Роберто; вероятен син на Изота дели Ати

От Джентиле, дъщеря на сер Джовани от Болоня, има един син и една дъщеря:
- Лукреция († 1483), узаконена 1463; ∞ 6 февруари 1456 за Алберто д'Есте, извънбрачен син на Николо III д'Есте, маркиз на Ферара
- Пандолфо († ок. юни 1490)

От неизвестни жени има:
- Валерио, наречен Галеото († ноември 1470 до Гуалдо, убит по нареждане на полубрат си Роберто), узаконен 9 ноември 1453, религиозно лице, има две извънбрачни дъщери.
- Джовани († 22 май 1447), военен
- Алесандра, ∞ за Джовани Тинголи от Римини
- Умилия, 1467 монахиня умилиятка в Манастира „Сан Матео“ в Римини
- Контесина, ∞ 1474 за Кристофоро ди Нардино от сем. Нардини от Форли, господар на Карбоняно и Джулианело
- Елизабета († сл. 1481), неомъжена

### Други
- Malatesta, Sigismondo Pandolfo, в Dizionario di storia, Istituto dell'Enciclopedia Italiana, 2010. Посетено на 24 септември 2023 г.
- Malatèsta, Sigismóndo Pandòlfo, на sapere.it, De Agostini. Посетено на 24 септември 2023 г.
- (EN) Sigismondo Pandolfo Malatesta, на Enciclopedia Britannica. Посетено на 24 септември 2023 г.
- Sigismondo Pandolfo Malatesta, на condottieridiventura.it. Посетено на 24 септември 2023 г.
- SIGISMONDO PANDOLFO Malatesta, fmg.ac. Посетено на 24 септември 2023 г.

|  | Тази страница частично или изцяло представлява превод на страницата Sigismondo Pandolfo Malatesta в Уикипедия на италиански. Оригиналният текст, както и този превод, са защитени от Лиценза „Криейтив Комънс – Признание – Споделяне на споделеното“, а за съдържание, създадено преди юни 2009 година – от Лиценза за свободна документация на ГНУ. Прегледайте историята на редакциите на оригиналната страница, както и на преводната страница, за да видите списъка на съавторите. ВАЖНО: Този шаблон се отнася единствено до авторските права върху съдържанието на статията. Добавянето му не отменя изискването да се посочват конкретни източници на твърденията, които да бъдат благонадеждни. |